# Schemat księgowania
Schemat księgowania – ustrukturyzowany, najczęściej używany systemowy sposób księgowania. W odróżnieniu od manualnego (ręcznego) księgowania zapewnia automatyczny wybór wybranych informacji w trakcie księgowania. 
Schematy księgowe mają na celu:
- przyspieszenie procesowania danych/księgowania (wybrane informacje uzupełniane są automatycznie, użytkownik nie musi wybierać/wyszukiwać je manualnie)
- zmniejszenie ryzyka popełnienia błędu (system zapewnia poprawność uzupełnianych automatycznie danych)
- zapewnienie większej jednorodności księgowań – dzięki automatycznym podpowiedziom wybrane księgowania będą posiadały jednorodny zestaw danych (tych, które są automatycznie uzupełniane przez system)

W ramach schematów księgowania, dane uzupełniane automatycznie to najczęściej opisy transakcji, numery kont biorących udział w księgowaniu, powiązania z rejestrami podatkowymi, etc. W bardziej zaawansowanych schematach istnieje możliwość dokonywania alokacji transakcji na odpowiednie wymiary księgowe.